# Marcus Pode
Marcus Pode, född 27 mars 1986 i Malmö, är en svensk tidigare fotbollsspelare.

## Karriär
Marcus Pode började spela fotboll i Malmö FF, där han ansågs vara ett stort löfte. Pode är från samma framgångsrika åldersgrupp som Labinot Harbuzi och Rasmus Bengtsson. Tillsammans vann de bland annat inomhus-SM som 15-åringar när de alla tillhörde Malmö FF. Efter totalt 16 år i Malmö så flyttade Pode den 1 juli 2007 till danska ligan, för klubben FC Nordsjælland. Efter en bra start i Danmark gick det trögare på slutet, och den sista tiden i klubben var han bänkad. 
År 2009 gick han till Trelleborgs FF. Den 4 februari 2012 skrev han på ett tvåårskontrakt med Mjällby AIF. Sommaren 2013 blev han utlånad till Örebro SK för att i november samma år skriva på ett tvåårskontrakt med samma klubb. I januari 2016 återvände Pode till Trelleborgs FF.
Den 1 mars 2019 gick Pode till division 5-klubben IFK Klagshamn. Han spelade 14 matcher för klubben under säsongen 2019. Följande säsong spelade Pode fem matcher och gjorde ett mål i Division 4. Säsongen 2021 gjorde han ett mål på 10 matcher. Säsongen 2022 spelade Pode fem matcher.